# Élections au Parlement de Catalogne de 1932
Les élections au Parlement de Catalogne de 1932 (en catalan : Eleccions al Parlament de Catalunya de 1932, en espagnol : Elecciones al Parlamento de Cataluña de 1932) se tiennent le dimanche 20 novembre 1932, afin d'élire les 135 députés de la Ire législature du Parlement de la Catalogne républicaine à la suite du premier statut d'autonomie accordé à la région.
Ce fut la seule élection parlementaire catalane tenue pendant la Seconde République espagnole (1931-1939). 
Entre 1939 et 1980, le Parlement, comme le reste des institutions de la Généralité de Catalogne, est resté en exil à la suite de la défaite républicaine dans la guerre civile espagnole, et il n'y a pas eu d'autre élection avant 1980.
Sur les 85 sièges du parlement, la Gauche républicaine de Catalogne (ERC), dirigée par le président par intérim de la Généralité, Francesc Macià obtient quasiment la moitié des voix et 66 sièges ; elle est associée à d'autres partis comme l'Union socialiste de Catalogne (5 sièges), le Parti républicain démocratique fédéral (1 siège), le Parti radical autonome des régions de Tarragone (4 sièges) et l'Union cataliste (1 siège).
La Ligue régionaliste conservatrice, presque hégémonique en Catalogne sous le règne d'Alfonso XIII, est en deuxième place mais loin de la gauche républicaine. La troisième liste était le Parti républicain catalaniste, qui a remporté un seul siège.
Le Parti républicain radical, avec 5,4 % n'obtient pas de siège ; la Droite de Catalogne, affilié aux monarchistes de Renovación Española, n'obtient lui que 3,1 % des suffrages.